# Hippolytia
Hippolytia là một chi thực vật có hoa trong họ Cúc (Asteraceae).

## Loài
Chi Hippolytia gồm các loài: